# Lefokisu
Lefokisu is een bestuurslaag in het regentschap Alor van de provincie Oost-Nusa Tenggara, Indonesië. Lefokisu telt 843 inwoners (volkstelling 2010).